# Raúl Gustavo Aguirre
Raúl Gustavo Aguirre (1927-1983) fue un poeta argentino.
Adscrito al grupo del invencionismo, mostró una cierta influencia surrealista. Traductor celebrado de Rimbaud y Apollinaire. Obras principales: Cuerpo del horizonte (1951), Antología de una poesía nueva (1952), La danza nupcial (1954), Alguna memoria (1960) y Señales de vida (1962). Creó y dirigió la revista "Poesía Buenos Aires", con treinta números editados entre 1950 y 1960.